# Бэлкон, Майкл
Сэр Майкл Элиас Бэ́лкон (англ. Michael Elias Balcon; 19 мая 1896[…], Бирмингем, Уорикшир — 17 октября 1977, Хартфилд, Англия, Великобритания) — английский кинопродюсер. За 40 лет карьеры спродюсировал более 260 фильмов.

## Биография

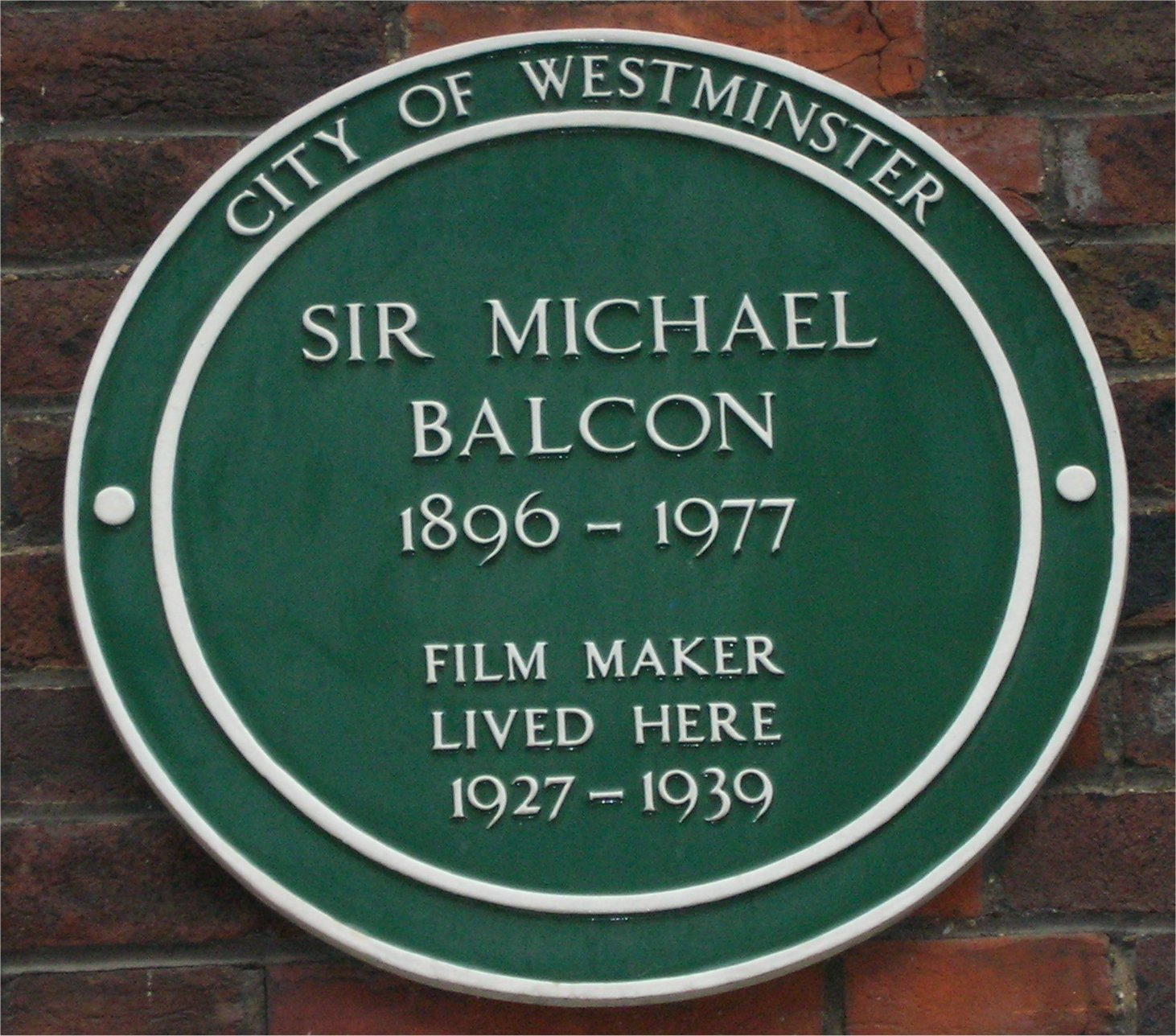
«Вестминстер Сэр Майкл Бэлкон 1896—1977 Кинопроизводитель жил здесь 1927—1939». «Синяя табличка» на доме Бэлкона на Тафтон-стрит

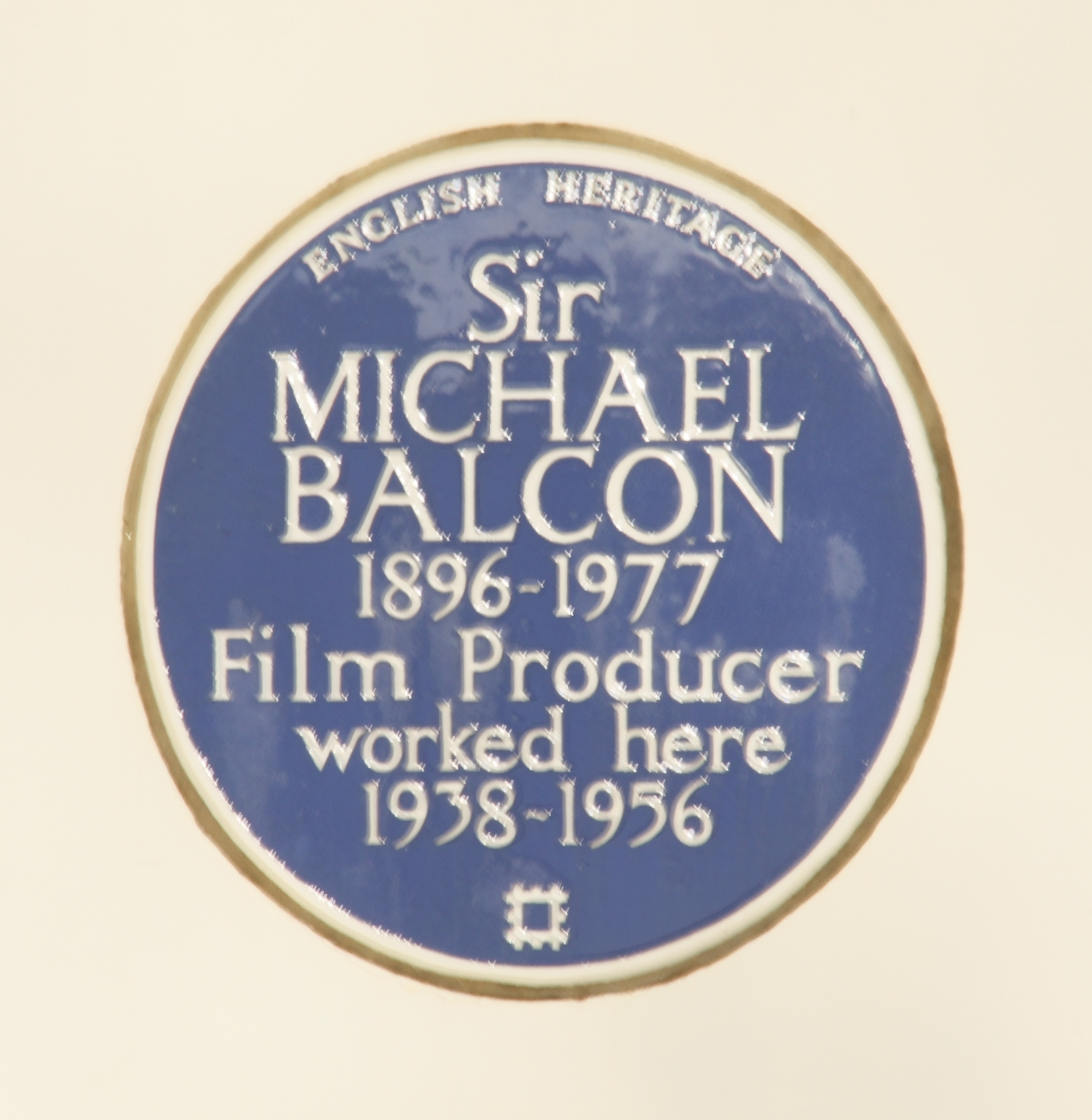
«Английское наследие. Сэр Майкл Бэлкон 1896—1977 Кинопродюсер работал здесь 1938—1956». «Синяя табличка» на фасаде корпуса Уйат-лодж Ealing Studios в Илинге

### Детство и юность
Майкл Бэлкон родился 19 мая 1896 года в Бирмингеме. В семье был младшим сыном и четвёртым из пятерых детей. Отец — Луис Бэлкон (ок. 1858 — 1946), польский еврей; мать — Лора Бэлкон (в девичестве — Гринберг; ок. 1863 — 1934), латвийская еврейка. Оба его родителя были эмигрантами из Восточной Европы, которые нашли друг друга в Британии.
Майкл очень хорошо учился в школе, поэтому в 11-летнем возрасте получил грант на обучение в школе «Академия Джорджа Диксона», однако покинул её, немного недоучившись, в 1912 году в связи с финансовыми семейными трудностями. Майкл устроился на работу помощником ювелира. На войну призван не был в связи с плохим зрением. В 1915 году устроился на работу в компанию Dunlop Rubber, где дослужился до должности «персональный помощник управляющего директора».

### 1918—1938
После окончания войны друг Майкла, Виктор Сэвилл, предложил создать компанию по дистрибуции фильмов. Предложение было принято, и уже в 1921 году Victory Motion Pictures имела офис в лондонском Сохо. В 1923 году вышел первый фильм, одним из продюсеров которого значился Майкл Бэлкон — «Женщина — женщине». После этого успеха Бэлкон и Сэвилл арендовали киностудию Islington Studios и на её основе создали новую — Gainsborough Pictures. Студия, которую вывели из-под крыла Famous Players-Lasky в «самостоятельное плавание», была небольшой, но технически оснащённой и с хорошими кадрами, в частности, в ней работал молодой Альфред Хичкок, и поэтому быстро приобрела хорошую репутацию. В конце 1920-х годов Бэлкон решил, что минусов от независимости больше, чем плюсов, и Gainsborough Pictures стала подразделением французской киностудии Gaumont. В 1934 году Бэлкон помог бежать из нацистской Германии известному актёру Конраду Фейдту: он послал ему официальное предложение сняться в фильме «Еврей Зюсс», актёр приехал, успешно сыграл в этой ленте главную роль и остался в Англии. В 1936 году Бэлкон на несколько месяцев уехал в США, где налаживал связи с крупнейшими киностудиями Голливуда, так как Gaumont приняла решение выйти на американский кинорынок. Вернувшись в Европу, Бэлкон застал Gaumont в глубочайшем финансовом кризисе, и поэтому в ноябре того же года его Gainsborough Pictures рассталась с этой студией и стала частью MGM-British Studios. Gainsborough Pictures провела под крылом этой студии тяжёлые полтора года, так как Бэлкон не смог найти общего языка с главой MGM-British Studios, Луисом Майером.

### 1938—1977
В конце 1938 года коллега Бэлкона, кинопродюсер Реджинальд Бейкер, пригласил того возглавить Ealing Studios, на что Бэлкон с огромной радостью согласился. Под чутким руководством Бэлкона Ealing Studios быстро стала самой известной английской киностудией, хотя выпускала всего в среднем по шесть фильмов за год. В 1944 году Ealing Studios была поглощена конгломератом Rank Organisation и в 1955 году продана Би-би-си. Поскольку всё это произошло против воли Бэлкона, он в 1956 году покинул Rank Organisation и основал новую студию с похожим названием — Ealing Films, которая заключила взаимовыгодный договор с MGM. В 1959 году Бэлкон стал основателем и председателем студии Bryanston Films (дочерняя компания British Lion Films), которая, правда, просуществовала всего четыре года.
В 1963 году, после двухлетнего перерыва, Бэлкон стал продюсером своего последнего фильма: «Том Джонс», имевшего огромный успех. После этого 67-летний Майкл Бэлкон ушёл на покой, хотя продолжал поддержку молодых режиссёров и производства малобюджетных экспериментальных работ, а также служил председателем Производственного совета при Британском институте кино.
В 1948 году Бэлкону был пожалован титул «рыцарь-бакалавр», и он стал «сэром». В 1969 году он опубликовал фото-иллюстрированную автобиографию под названием Michael Balcon presents… A Lifetime of Films.
Майкл Бэлкон скончался 17 октября 1977 года в своём особняке XV века Upper Parrock в Хартфилде (Восточный Суссекс). Здесь он жил со своей женой и детьми с начала 1940-х годов. Тело Бэлкона было кремировано, прах развеян здесь же.
В честь продюсера назван паб «Сэр Майкл Бэлкон» в Илинге.

### Семья
10 апреля 1924 года Майкл Бэлкон женился на девушке по имени Эйлин Фрида Летермен (1904—1988). Их брак бы счастливым и длился 53 года, до самой смерти продюсера. У пары было двое детей: Джилл (1925—2009), которая стала достаточно известной актрисой радио, театра, кино и телевидения; и Джонатан (1931—2012). Муж Джилл (зять Майкла Бэлкона) — известный поэт, писатель и переводчик Сесил Дэй-Льюис (1904—1972). Сын Джилл и Сесила (внук Майкла Бэлкона) — известный актёр Дэниел Дэй-Льюис (род. 1957), а их дочь — теле-повар и ресторанный критик Тамасин Дэй Льюис (род. 1953).

## Избранная фильмография
За 40 лет карьеры (1923—1963) Майкл Бэлкон стал продюсером 264 фильмов, в том числе 53 из них были короткометражными, 4 документальными, а в 51 одном он не был указан в титрах.

Позиция без уточнения — в данном полнометражном художественном фильме Бэлкон выступил продюсером, в отличающихся же случаях в скобках даются необходимые уточнения.

### В титрах указан
- 1923 — Женщина — женщине / Woman to Woman
- 1924 — Белая тень[англ.] / The White Shadow
- 1924 — Страстное приключение[англ.] / The Passionate Adventure
- 1925 — Принцесса и скрипач[англ.] / The Blackguard
- 1925 — Крыса[англ.] / The Rat
- 1925 — Сад наслаждений / The Pleasure Garden
- 1926 — Горный орёл / The Mountain Eagle
- 1926 — Триумф Крысы[англ.] / The Triumph of the Rat
- 1928 — Верная нимфа[англ.] / The Constant Nymph
- 1931 — Звонящий[англ.] / The Ringer
- 1931 — Собака Баскервилей / The Hound of the Baskervilles
- 1932 — Испуганная леди[англ.] / The Frightened Lady
- 1932 — Белое лицо[англ.] / White Face
- 1933 — Хорошие компаньоны[англ.] / The Good Companions
- 1933 — Упырь[англ.] / The Ghoul
- 1933 — Я был шпионом[англ.] / I Was a Spy
- 1933 — Верная нимфа[англ.] / The Constant Nymph
- 1934 — Джек Эхой[англ.] / Jack Ahoy
- 1934 — Человек с Аранских островов[англ.] / Man of Aran (доку-фикшн[англ.] (этно-фикшн[англ.]))
- 1934 — Чу Чин Чоу[англ.] / Chu Chin Chow
- 1934 — Красное знамя[англ.] / Red Ensign (исполнительный продюсер)
- 1934 — Моя песня для тебя[англ.] / My Song for You
- 1934 — Еврей Зюсс / Jew Süss
- 1934 — Леди в опасности[англ.] / Lady in Danger
- 1934 — Железный герцог[англ.] / The Iron Duke
- 1935 — Я и Мальборо[англ.] / Me and Marlborough
- 1935 — Решимость Брауна[англ.] / Brown on Resolution
- 1938 — Янки в Оксфорде[англ.] / A Yank at Oxford
- 1938 — Мрачный незнакомец[англ.] / The Gaunt Stranger
- 1938 — ? / The Ware Case
- 1939 — Просто четверо мужчин[англ.] / The Four Just Men
- 1939 — И нет правосудия…[англ.] / There Ain't No Justice
- 1940 — Гордая долина / The Proud Valley
- 1940 — Конвой[англ.] / Convoy
- 1940 — Позволь Джорджу сделать это![англ.] / Let George Do It!
- 1940 — Пожалей полицейского[англ.] / Spare a Copper
- 1940 — Три моряка[англ.] / Sailors Three
- 1941 — Корабли с крыльями[англ.] / Ships with Wings
- 1942 — Белая ворона из Уайтхолла[англ.] / The Black Sheep of Whitehall
- 1942 — Большая блокада[англ.] / The Big Blockade
- 1942 — Бригадир уехал во Францию[англ.] / The Foreman Went to France
- 1942 — Гусь выходит[англ.] / The Goose Steps Out
- 1942 — Как прошёл день?[англ.] / Went the Day Well?
- 1943 — Девять мужчин[англ.] / Nine Men
- 1943 — Колокола смолкли[англ.] / The Bells Go Down
- 1943 — Под прикрытием[англ.] / Undercover
- 1943 — Сан-Деметрио, Лондон[англ.] / San Demetrio London
- 1944 — Для тех, кто в опасности[англ.] / For Those in Peril
- 1944 — Дом на полпути[англ.] / The Halfway House
- 1944 — Чарли «Шампанское»[англ.] / Champagne Charlie
- 1944 — Три скрипача[англ.] / Fiddlers Three
- 1945 — Раскрашенные лодки[англ.] / Painted Boats
- 1945 — Глубокой ночью / Dead of Night
- 1945 — Джонни Француз[англ.] / Johnny Frenchman
- 1945 — Розовая нитка и сургуч[англ.] / Pink String and Sealing Wax
- 1946 — Пленное сердце[англ.] / The Captive Heart
- 1946 — Перегонщики скота[англ.] / The Overlanders
- 1947 — Шум и крик / Hue and Cry
- 1947 — Жизнь и приключения Николаса Никлби[англ.] / The Life and Adventures of Nicholas Nickleby
- 1947 — Любови Джоанны Годден[англ.] / The Loves of Joanna Godden
- 1947 — Фрида[англ.] / Frieda
- 1947 — В воскресенье всегда идёт дождь / It Always Rains on Sunday
- 1948 — Против ветра[англ.] / Against the Wind
- 1948 — Сарабанда для мёртвых влюблённых[англ.] / Saraband for Dead Lovers
- 1948 — Скотт из Антарктики[англ.] / Scott of the Antarctic
- 1948 — Другой берег / Another Shore
- 1949 — Эврикское восстание[англ.] / Eureka Stockade
- 1949 — Пропуск в Пимлико[англ.] / Passport to Pimlico
- 1949 — Виски в изобилии / Whisky Galore!
- 1949 — Добрые сердца и короны / Kind Hearts and Coronets
- 1949 — Цепь событий[англ.] / Train of Events
- 1949 — Погоня за деньгами[англ.] / A Run for Your Money
- 1950 — Синяя лампа / The Blue Lamp
- 1950 — Танцевальный зал[англ.] / Dance Hall
- 1950 — Горькие источники[англ.] / Bitter Springs
- 1950 — Золотая клетка[англ.] / Cage of Gold
- 1950 — Магнит[англ.] / The Magnet
- 1951 — Лондонский Пул[англ.]* / Pool of London
- 1951 — Банда с Лавендер Хилл / The Lavender Hill Mob
- 1951 — Человек в белом костюме / The Man in the White Suit
- 1951 — Там, где не летают стервятники[англ.] / Where No Vultures Fly
- 1952 — Мэнди[англ.] / Mandy
- 1953 — Жестокое море[англ.] / The Cruel Sea (исполнительный продюсер)
- 1953 — Квадратный ринг[англ.] / The Square Ring (исполнительный продюсер)
- 1954 — Любовная лотерея[англ.] / The Love Lottery (исполнительный продюсер)
- 1954 — Мэгги[англ.] / The Maggie (исполнительный продюсер)
- 1954 — К западу от Занзибара[англ.] / West of Zanzibar
- 1954 — Радужный костюм[англ.] / The Rainbow Jacket
- 1954 — Жизнь взаймы[англ.] / Lease of Life
- 1954 — Пленённое сердце[англ.] / The Divided Heart
- 1955 — Ночь, в которую мне суждено погибнуть[англ.] / The Night My Number Came Up
- 1955 — Корабль, который умер от стыда[англ.] / The Ship That Died of Shame
- 1955 — Прикоснись и иди[англ.] / Touch and Go
- 1955 — Замочить старушку / The Ladykillers
- 1956 — Женский подход[англ.] / The Feminine Touch
- 1956 — Длинная рука[англ.] / The Long Arm
- 1957 — Человек в небе[англ.] / The Man in the Sky
- 1957 — Ширали[англ.] / The Shiralee
- 1957 — Билл — Морская уточка[англ.] / Barnacle Bill
- 1958 — Дэви[англ.] / Davy
- 1958 — Дюнкерк[англ.] / Dunkirk
- 1958 — Некуда идти[англ.] / Nowhere to Go
- 1959 — Четверо отчаянных мужчин[англ.] / The Siege of Pinchgut
- 1959 — Козёл отпущения[англ.] / The Scapegoat
- 1961 — Длинный, Короткий и Высокий[англ.] / The Long and the Short and the Tall

### В титрах не указан
- 1927 — Жилец / The Lodger: A Story of the London Fog
- 1927 — По наклонной / Downhill
- 1928 — Лёгкое поведение / Easy Virtue
- 1929 — Возвращение Крысы[англ.] / The Return of the Rat
- 1929 — Женщина — женщине[англ.] / Woman to Woman
- 1931 — Солнечная Сьюзи[англ.] / Sunshine Susie
- 1932 — Римский экспресс[англ.] / Rome Express
- 1933 — Солдаты короля[англ.] / Soldiers of the King
- 1934 — Вечнозелёный[англ.] / Evergreen
- 1934 — Человек, который слишком много знал / The Man Who Knew Too Much
- 1935 — Тридцать девять ступеней / The 39 Steps
- 1935 — Ясновидящий[англ.] / The Clairvoyant
- 1935 — Мальчишки останутся мальчишками[англ.] / Boys Will Be Boys
- 1935 — Призрачный свет[англ.] / The Phantom Light
- 1935 — Бульдог Джек[англ.] / Bulldog Jack
- 1935 — ? / The Passing of the Third Floor Back
- 1935 — Губрнатр[англ.] / The Guv'nor
- 1935 — Трансатлантический тоннель[англ.] / The Tunnel
- 1936 — Роза Тюдоров[англ.] / Tudor Rose
- 1936 — Секретный агент / Secret Agent
- 1936 — Человек, изменивший свой разум / The Man Who Changed His Mind
- 1936 — Саботаж / Sabotage
- 1937 — Доктор Син[англ.] / Doctor Syn
- 1938 — Взбираясь высоко[англ.] / Climbing High
- 1953 — Молния Титфильда[англ.] / The Titfield Thunderbolt (исполнительный продюсер)
- 1953 — Встречайте мистера Люцифера[англ.] / Meet Mr. Lucifer (исполнительный продюсер)
- 1955 — Из-за облаков[англ.] / Out of the Clouds (исполнительный продюсер)
- 1956 — Кто это сделал? / Who Done It? (исполнительный продюсер)
- 1963 — Том Джонс / Tom Jones (исполнительный продюсер)